# Böshorn
Böshorn – szczyt w Alpach Pennińskich, części Alp Zachodnich. Leży w Szwajcarii w kantonie Valais, niedaleko granicy z Włochami. Należy do masywu Weissmies. Leży na północ od Weissmies. Szczyt można zdobyć ze schroniska Fletschhorn Biwak (2276 m).